# Леона-Веллі (Каліфорнія)
Леона-Веллі (англ. Leona Valley) — переписна місцевість (CDP) в США, в окрузі Лос-Анджелес штату Каліфорнія. Населення — 1555 осіб (2020).

## Географія
Леона-Веллі розташована за координатами 34°36′42″ пн. ш. 118°17′59″ зх. д. / 34.61167° пн. ш. 118.29972° зх. д. (34.611650, -118.299774).  За даними Бюро перепису населення США в 2010 році переписна місцевість мала площу 48,12 км², з яких 48,05 км² — суходіл та 0,07 км² — водойми.

## Демографія
Згідно з переписом 2010 року, у переписній місцевості мешкало 1607 осіб у 590 домогосподарствах у складі 444 родин. Густота населення становила 33 особи/км².  Було 677 помешкань (14/км²).
Расовий склад населення:
| - 90,6 % — білих - 1,7 % — азіатів - 0,7 % — чорних або афроамериканців - 0,2 % — корінних американців - 3,2 % — осіб інших рас |

До двох чи більше рас належало 3,5 %. Частка іспаномовних становила 12,3 % від усіх жителів.
За віковим діапазоном населення розподілялося таким чином: 20,8 % — особи молодші 18 років, 63,6 % — особи у віці 18—64 років, 15,6 % — особи у віці 65 років та старші. Медіана віку мешканця становила 47,4 року. На 100 осіб жіночої статі у переписній місцевості припадало 104,2 чоловіків;  на 100 жінок у віці від 18 років та старших — 106,2 чоловіків також старших 18 років.
Середній дохід на одне домашнє господарство  становив 106 851 долар США (медіана — 79 728), а середній дохід на одну сім'ю — 120 559 доларів (медіана — 79 864). Медіана доходів становила 80 956 доларів для чоловіків та 36 000 доларів для жінок. За межею бідності перебувало 6,6 % осіб, у тому числі 0,0 % дітей у віці до 18 років та 6,5 % осіб у віці 65 років та старших.
Цивільне працевлаштоване населення становило 634 особи. Основні галузі зайнятості: освіта, охорона здоров'я та соціальна допомога — 21,5 %, будівництво — 12,5 %, науковці, спеціалісти, менеджери — 11,8 %.